# Dichiseni
Dichiseni là một xã thuộc hạt Călărași, România. Dân số thời điểm năm 2002 là 1861 người.